# Millettia dielsiana
Millettia dielsiana är en ärtväxtart som beskrevs av Hermann August Theodor Harms. Millettia dielsiana ingår i släktet Millettia och familjen ärtväxter.

## Underarter
Arten delas in i följande underarter:
- M. d. dielsiana
- M. d. heterocarpa
- M. d. solida